# Georges Bréhat
Pour les articles homonymes, voir Roulet et Bréhat (homonymie).
Georges Bréhat, nom de scène de Georges Edouard Roulet, est un acteur français né à Île-de-Bréhat le 14 octobre 1923 et mort à Marcilly-sur-Eure le 1er mars 1992.

## Biographie
Georges Bréhat a été étudiant en médecine avant d'entreprendre une carrière de comédien qui s'est déroulée notamment en Italie au milieu des années 1950.

## Filmographie
- 1945 : Falbalas de Jacques Becker
- 1947 : Le Café du Cadran de Jean Gehret : Aubert
  - Non coupable d'Henri Decoin : Aubignac
- 1948 : Le Diable boiteux de Sacha Guitry
- 1949 : Rendez-vous de juillet de Jacques Becker
  - Millionnaires d'un jour d’André Hunebelle
- 1950 : Quai de Grenelle d'Emil-Edwin Reinert
- 1952 : L'Agonie des aigles de Jean Alden-Delos
- 1954 : Attila, fléau de Dieu de Pietro Francisi : Prisco
  - La Belle Romaine (La Romana), de Luigi Zampa
  - La Maison du souvenir (Casa Ricordi) de Carmine Gallone : le brigadier
  - La Pensionnaire (La Spiaggia) de Alberto Lattuada : le mari de la femme anglaise
  - Voiturier du Mont Cénis (Il Vetturale del Moncenisio) de Guido Brignone
- 1955 : Les Cinq dernières minutes (Gli Ultimi cinque minuti) de Giuseppe Amato : l'acteur français
- 1955 : Piccola posta de Steno
- 1956 : Guerre et paix de King Vidor
- 1957 : L'Adieu aux armes de Charles Vidor : le capitaine Bassi
- 1958 : Un Américain bien tranquille de Joseph L. Mankiewicz : le colonel français